# Roman Dyląg
Roman „Gucio” Dyląg (ur. 22 lutego 1938 w Krakowie, zm. 24 lipca 2023 w Szwecji) – polski muzyk jazzowy i kompozytor, grający na kontrabasie.

## Życiorys

### Wczesne lata
Urodził się 22 lutego 1938 r. w Krakowie jako drugie dziecko Józefa (1900-1981) i Bronisławy z Bajzarowiczów (1897-1991). Ojciec, pochodzenia chłopskiego, urodził się w Krośnie. Matka urodziła się w Stanisławowie. W 20-leciu międzywojennym rodzice osiedlili się w Krakowie, gdzie mieszkali do śmierci. Ojciec był robotnikiem i długo pracował w krakowskich wodociągach. Interesował się historią Polski i literaturą historyczną. Lubił grać w szachy i słuchać muzyki ludowej.
Zainteresowanie muzyką zawdzięcza Edwardowi, 11 lat starszemu bratu, który był jego pierwszym nauczycielem. W 1944 r. rozpoczął naukę od akordeonu (24 basy), kontynuował na fortepianie. W 1952 r. został przyjęty do krakowskiego Liceum Muzycznego im. Fryderyka Chopina i wybrał jako główny instrument trąbkę, a dodatkowy fortepian. Po przejściu dyfterytu w 1954 r. rozpoczął naukę gry na kontrabasie, na którym zrobił dyplom.
Jesienią 1957 r. zapisał się na studia muzykologii na Uniwersytecie Jagiellońskim, a w 1958 r. przeniósł się do Państwowej Wyższej Szkoły Muzycznej w Krakowie na wydział teorii muzyki. Rok później przeprowadził się do Warszawy i kontynuował tam studia na PWSM. Po otrzymaniu absolutorium przed obroną dyplomu wyemigrował do Szwecji w marcu 1963 roku. Od tego momentu jego dalsza edukacja była tylko poprzez praktykę.

### W Polsce
W 1956 r. zaczął grać muzykę jazzową, zaś w 1957 r. zadebiutował na legendarnym II Festiwalu Jazzowym w Sopocie jako członek zespołu Hot-Club Melomani. Grał m.in. z Jazz Believers, Andrzejem Trzaskowskim i jego zespołem The Wreckers, nagrał muzykę do filmu Pociąg w 1959 r. i wystąpił w 1962 r. na Newport Jazz Festival w USA. Grał też z Andrzejem Kurylewiczem i z Krzysztofem Komedą (nagranie muzyki do filmu Nóż w wodzie w 1961 r.). Uczestniczył w festiwalach Jazz Jamboree (w 1960 r. jako członek tria Andrzeja Trzaskowskiego nagrał płytę ze Stanem Getzem „Stan Getz in Warsaw”) z polskimi grupami jak np. Novi Singers, Zbigniew Namysłowski i akompaniował solistom zagranicznym m.in. Stan Getz, Don Ellis, Jean-Luc Ponty. Wystąpił również na Sopot Molo Jazz Festiwal w 50-rocznicę II Festiwalu w Sopocie w 2007 r.

### W Szwecji
Od marca 1963 r. do sierpnia 1978 r. mieszkał w Sztokholmie. W tym okresie grał dłuższy czas z Eje Thelin Quintet i akompaniował wielu amerykańskim solistom, jak np. Anita O’Day (1963/64). W tym samym roku grał w Paryżu w Blue Note Club z takimi muzykami jak: Johnny Griffin, Kenny Drew, Bud Powell i Polish Jazz Quartet. Potem w Sztokholmie, często występował w klubie Gyllene Cirkeln z muzykami: Ben Webster, Dexter Gordon, Johnny Griffin, Don Byas, Art Farmer, Steve Lacy, Benny Golson, Clifford Jordan, Wayne Shorter na Molde Jazz Festival w Norwegii 1966 r., Warne Marsh, Lee Konitz.
Przez dłuższy czas był członkiem George Russell Sextet i innych jego projektów muzycznych w Skandynawii. Grał także z Philem Woodsem w Finlandii na Pori Jazz Festival, brał udział w nagraniach radiowych w Sztokholmie w 1968 r. i później, w kwietniu i maju 1971 roku wyruszył w trasę z kwartetem Woodsa po Włoszech i Francji. W latach 60. grał często w sekcji rytmicznej z Lars Sjösten i Al Heath. Wtedy też występował ponownie z Kenny Drew, Johnny Griffin i Art Taylor. Później grał z Eddie Lockjaw Davis, Bud Johnson, Harry Edison, Buddy Tate itd.
W trakcie pobytu w Szwecji grał i nagrywał z wieloma szwedzkimi muzykami, np. Arne Domnerus, Bengt Hallberg, Jan Johansson, Nils Lindberg, a także z Radiojazzgruppen. Akompaniował Monice Zetterlund, Karin Krog i grał z Nisse Sandström Quartet. W tym samym czasie grał często z Krzysztofem Komedą, Zbigniewem Namysłowskim, Michałem Urbaniakiem i Urszulą Dudziak.
W sierpniu 1978 r. opuścił Szwecję i zaczął pracować Z SFB-Paul Kuhn Bigband w Berlinie Zachodnim. Tam grał m.in. z: Leo Wright, Rolf Ericson, Carmel Jones, Al Porcino, Bob Burgess, Walter Norris i Ronnie Stephenson.

### W Szwajcarii
W 1980 przeniósł się z rodziną z Berlina do Szwajcarii, ojczyzny jego żony, Simone. Tam grał od 1981 r. w DRS Big Band i z lokalnymi i zagranicznymi muzykami m.in. z Sal Nistico, Benny Waters, Bill Holman, Jiggs Whigham, Ray Bryant, Oscar Klein, Thomas Moeckel, Bruno Spoerri, Francis Colleta, Herbie Mann, Milcho Leviev. Od 1999 r. uczy w Jazzschule Basel (Bazylea). Pracuje w Szwajcarii, gra z Peterem Appleyardem i Buckym Pizzarellim – obaj byli przez długi czas członkami sextetu Benny Goodmana. Co jakiś czas występuje w Polsce, np. z Wojciechem Karolakiem i Andrzejem Dąbrowskim.

## Życie prywatne
Żona, Simone Kirschbaum-Dyląg (ur. w 1936 r. w Zurychu, zm. w 2008 w Arlesheim koło Bazylei), była grafikiem reklamowym. Od 1980 r. w Szwajcarii pracowała jako freelancer i zajmowała się malarstwem, medytacją i filozofią buddyjską.
Miał jedną córkę, Milenę Tebiri, ur. w 1976 r. w Nacka koło Sztokholmu, która wyszła za mąż za Marca Tebiri (pochodzącego z Wybrzeża Kości Słoniowej).

## Odznaczenia
- 1966 – Złoty Helikon.
- 2007 – Medal Polskiego Stowarzyszenia Jazzowego.
- 2009 – Baranek Jazzowy.

## Wybrana dyskografia
- Stan Getz in Warsaw, Polskie Nagrania, 1960.
- So Far, Eje Thelin Q., Sw. Columbia-EMI.
- Jazz Jamboree 1962, Polskie Nagrania Muza, 1963.
- Anita O’Day live in '63.
- E.Thelin Q. at the German Jazz Festival 1964, Dragon (CD).
- Jazz Workshop Ost-West, Bochum 1965- EMI Columbia.
- The International Jazz Orchestra under The Direction Of Benny Golson, Stockholm Sojourn, 1965.
- Intervall, EMI Columbia, 1966.
- Novi In Wonderland (4 versions), SABA, 1968.
- Lil’ Darlin’ Various – Mezinárodní Jazzový Festival Praha 1967, Supraphon, Gramofonový Klub, 1968.
- Christians with Harry Arnolds Orkester, Right Now!, Teamton, 1969.
- Contradictions, Werup-Sjöströms Kvartett – Nils Lindbergs Orkester, Club Jazz 1,SR Records, 1970.
- Now And Then, George Russell – The Essence Of George Russell, Concept Records, 1971.
- Rotar Rotor and 2 more…, Rolf Ericson, Oh Pretty Little Neida, Gazell, 1972.
- „Meine süsse europ. Heimat” Komeda, SMC 74342 (Producer J.E.Berendt).
- Inactin’ M.Urbaniak Group, Intercord 1972.
- Out Of My Bag, Sonet, 1974.
- Stardust & Sunshine, Sonet, 1975.
- Leenden I Regn, Sonet, 1977.
- Narrgnistor 2, En Halv Böj Blues Och Andra Ballader, Philips, 1978.
- Toots möter Taube, SLP 2617 (Sonet, 1978).
- Putte Wickman Quartet, Out Records.
- We’ll Remember Komeda, MPS.
- Alice Babs, „om sommaren sköna”, Nils Lindberg, SLT 33231 (Discofil).
- Brief Encounter and 4 more…, Bruno Spoerri – Teddy Bär(Original Filmmusik), Milan Records, 1983.
- In Memory Of A Very Dear Friend, Dragon Records, 1985.
- Klavierspielereien Mit Paul Grabowsky, Radio DRS, 1985.
- Remy Filipovitch, „All Day Long” – EMI/ELECTRA 1983.
- DRS Jazz Quartet, DRS-Band 86, Radio Studio ZH.
- Lazy Afternoon, J.M. Rhythm Four plus one, TCB 20802.
- Rush Hour, J.M.Rh. Four with Peter Appleyard & Benny Bailey – Downtown Records, DR 9227.
- Four Brothers, J.M.Rh.4 with Bucky Pizzarelli & P.Appleyard, DR 9234.
- Jan Allan-70, Phono Suecia, 1998.
- Den sista jäntan, Monica Zetterlund, Povel Rammel, Beppe Wogers, etc., Stockholm, Universal, cop. 2001.
- Jancy Körössy In Poland, Norma, Norma, Polskie Nagrania Muza, 2003.
- With A Little Help From My Friends, BASF, Unknown.
- Anita O’Day live in '63 & '70 by Anita O’Day, 2009.